# 김선영 (1980년)
김선영(1980년 4월 17일~)은 대한민국의 배우이며 모델이다.

## 학력
- 서울예술대학 연극과

## 연기 활동

### 드라마
- 2001년 : MBC 주간시트콤 《세 친구》 ... 문화대 미대 졸업생 채민희의 대학 동창이며 소울메이트 김선영 역
- 2007년 : OCN 금요드라마 《직장 연애사》 ... 커리어우먼 예리 역
- 2014년 : SBS 《신의 선물 - 14일》 ... 조폭 두목 부인
- 2016년 : SBS 《돌아와요 아저씨》 ... 선진 백화점 직원

### 영화 (TV영화 포함)
- 1999년 《광대버섯》 ... 안나 역
- 1999년 《해바라기야, 이제 그만 잠들렴...》
- 2006년 《하이에나》
- 2007년 《색시몽》
- 2008년 《전투의 매너》 ... 고윤희 역
- 2008년 《색다른 동거》 ... 혜리 역
- 2008년 《좋은 놈, 나쁜 놈, 이상한 놈》 ... 아편굴 여급 역
- 2008년 《추격자》 ... 지영 역
- 2008년 《당신이 잠든 사이에》 ... 승용차 유혹녀 역
- 2009년 《정승필 실종사건》 ... 여경 역
- 2010년 《방자전》 ... 청풍각 기수기생 역
- 2013년 《소원택시》 ... 지은 역
- 2013년 《화려한 외출》 ... 희수 역
- 2014년 《욕망의 독: 중독》 ... 지수 역
- 2015년 《여자전쟁: 비열한 거래》 ... 선영 역
- 2016년 《아빠가 돌아왔다》 ... 미라 역

## 가족 관계
- 아버지: 김인직 ( ~ 2025년 6월 20일)
- 어머니: 이명자 
  - 오빠와 남동생: 김선일
  - 언니와 여동생: 김선미